# Градец (област Видин)
Вижте пояснителната страница за други значения на Градец.
Градѐц е село в Северозападна България. То се намира в община Видин, област Видин. До 14.08.1934 г. се е наричало Гърци.

## География
Село Градец е най-голямото село в община Видин. Разположено е на 12 км северозападно от град Видин, в долината на река Тополовец. Тя извира от най-западната част на Стара планина (Връшка чука), минава през землищата на някои села от бивша Кулска и Видинска околия и се влива в река Дунав между градовете Видин и Дунавци – местността „Чобан кюприя“. Общата ѝ дължина не надвишава 50 – 60 км.

## История
Първите писмени сведения за селището с името Урумлар датират от 15 век. Селото има и български вариант на името – Гърци. Името Градец селото получава през 1934 година, но и до днес жителите му не се наричат градечани, а гръчани или грачани. Рум (на турски: Rum) е топоним, с който мюсюлманите от Ориента назовават Древен Рим и Римската империя, съответно римските провинции, територия и владения. Повече за гърците са използвали рум миллет.
Към 30-те години на XX век в селото има торлашка махала, жителите на която говорят нетипичен за района белоградчишки говор и са наричани къслевчене.
По време на колективизацията в селото е създадено Трудово кооперативно земеделско стопанство „Ленин“ по името на съветския диктатор Владимир Ленин. През зимата на 1950 – 1951 година, по време на довелата до Кулските събития насилствена кампания за „масовизация“ на колективизацията, жители на селото неколкократно масово се укриват в горите, за да избегнат „групите за натиск“, опитващи се да ги включат в ТКЗС. Едно от провежданите събрания за „масовизацията“ е разтурено от селяните, след което 44 души окончателно напускат селото и заминават за Югославия. Общо през този период емигриралите от Градец са 62 души. По това време 47 семейства (167 души) от селото са принудително изселени от комунистическия режим.

## Население
Най-голямото си население достига при преброяването през 1946 г. –  4094 жители.
Преброяване на населението през 2011 г.
Численост и дял на етническите групи според преброяването на населението през 2011 г.:
|                     | Численост | Дял (в %) |
| Общо                | 1434      | 100,00    |
| Българи             | 1396      | 97,35     |
| Турци               | 0         | 0,00      |
| Цигани              | 0         | 0,00      |
| Други               | 4         | 0,27      |
| Не се самоопределят | 0         | 0,00      |
| Неотговорили        | 32        | 2,23      |

## Религия
Първата църква в селото „Свети Илия“ е построена през 1854 г. В църквата има големи икони на Дичо Зограф, работени през декември 1867 година. Около три десетилетия след това е разрушена и на нейно място през 1896 г. е завършена сегашната, носеща същото име.

## Културни и природни забележителности
На 10 км западно от селото се намира Алботински скален манастир. 

## Редовни събития
- Традиционен селски събор – всяка година в четвъртък, петък, събота и неделята, най-близки до 2 август
- Тържествена заря по случай честването на годишнината от Въстанието в Северозападна България (1850) – Пашапетковата размирица – 1 юни
- Храмовия празник по случай построяването на храм „Св. Пророк Илия“ – 20 юли
- Тържествен водосвет на храм-паметника „Свети Мина“, находящ се до летище Видин – 11 ноември

## Личности
- протопрезвитер проф. д-р Радко Поптодоров – богослов, юрист и канонист
- проф. Радослав Гайдарски – хирург, бивш министър на здравеопазването
- Д-р Нинко Борисов – ветеринарен лекар
- Бай Ангел Белия – народен лечител
- Полина Маринова – автор на стихосбирката „Адресът на Щастието“